# Собор Фабриано
Собор Фабриано (итал. Cattedrale di San Venanzio, Fabriano) — римско-католический собор в итальянском городе Фабриано; главная церковь города и центральный храм епархии Фабриано-Мателика; впервые упоминается в документах за 1047 год, когда местный дворянин пожертвовал свою резиденцию для церкви посвященной Венанцию Камеринскому; в марте 1963 года папа римский Иоанн XXIII возвёл собор в статус малой базилики.

## История и описание
Детали основания собора в Фабриано, по состоянию на начало XXI века, неизвестны: он впервые упоминается в документах за 1047 год, утверждающих, что местный дворянин пожертвовал свою резиденция церкви посвященной Венанцию Камеринскому, которая строилась в замке Поджио («quae fabricatur in castro Podii»). Важной датой в истории собора стал 1253 год, когда епископ Гульельмо передал церкви баптистерий, сделав её таким образом главной церковью города. Вскоре рядом с церковью были построены различные религиозные и социальные учреждения, включая больницу. Во второй половине XIV века здание было значительно расширено — работы проводились под руководством настоятеля Джойозо Кьявелли; в частности, в этот период были добавлены апсида и кафедра. В середине XV века город «попал под покровительство» папы Римского (см. Папская область): сам папа Николай V и его двор проживали в Фабриано.
В начале XVII века (в 1607—1617 годах), под влиянием идей Реформации, церковь Св. Венанция была вновь перестроена — на этот раз по проекту урбинского архитектора Муцио Одди (1569—1639). Современное богатое внутреннее убранство с лепниной относится к этому этапу строительства; здание было заново освящено в 1663 году. Однако от здания XIV века в соборе до сих пор сохранилась апсида и часовня Св. Лаврентия (Сан-Лоренцо), украшенная фресками художника Аллегретто Нуци (1315—1373), созданными около 1360. С возвышением городского прихода до статуса епархии, произошедшем в 1728 году, церковь была возведена в ранг собора. Последним значительным вмешательством в здание храма стал снос (по соображениям безопасности) его башни-колокольни в 1825 году: новая колокольня была построена по проекту архитектора Эрмогаста Бонфили (Ermogaste Bonfili).
Сегодня собор Фабриано расположен на одноименной площади, в верхней части старого города. Фасад храма сложен из кирпича; центральная часть фасада, намного шире и выше двух боковых частей — она завершается фронтоном без украшений. В центре верхней части расположено арочное окно; в нижней части — три портала, центральный из которых украшен треугольным тимпаном и двумя полуколоннами. Сами колонны украшены дорическими пилястрами в нижней части, и ионическими — в верхней. Апсида собора была построена в готическом стиле.
Внутренняя структура однонефного собора представляет собой «латинский крест», котором разделен на десять прямоугольных боковых часовен — по пять с каждой стороны. Часовни были добавлены как часть перестройки храма в первой половине XVII века; каждая часовня имеет собственный алтарь и отделена от основного зала мраморной балюстрадой. Неф освещен большими прямоугольными окнами; в двух частях трансепта были созданы две отдельные часовни, одна из которых посвящена Иоанну Крестителю (правый трансепт), другая — Святому Таинству (Santissimo Sacramento, левый трансепт); обе часовни украшены фресками за авторством Джузеппе Бастиани (Giuseppe Bastiani). Пресвитерий приподнят на несколько ступенек относительно пола нефа. В соборе расположен орган, созданный фирмой «Fabbrica d’organi Mascioni» (opus 778): инструмент с электрическим приводом был построен в 1959 году и размещен в двух старых резных деревянных корпусах, расположенных по бокам от пресвитерия.